# Sudesna anaulax
Sudesna anaulax là một loài nhện trong họ Dictynidae.
Loài này thuộc chi Sudesna. Sudesna anaulax được Eugène Simon miêu tả năm 1908.